# Lafarge
Lafarge er en fransk industrivirksomhed specialiseret i fem hovedprodukter: cement, tilslag, beton og gipsvæg. Virksomheden er verdens næststørste producent af cement efter Holcim. Lafarge er en stor forbruger af fossile brændstoffer, især kul, hvilket er essentielle for cementfremstillingen.
I 2015 fusionerede Lafarge med Holcim, og et nyt selskab blev dannet under navnet LafargeHolcim. Det blev omdøbt til Holcim Group i 2021.

## Historie
Lafarge blev grundlagt i 1833 af Joseph-Auguste Pavin de Lafarge i Le Teil (Ardèche), for at udnytte limstensreserven i Mont Saint-Victor mellem Le Teil og Viviers. 

## Finansielle data
Det følgende er et referat af data:
| År            | 2001   | 2002   | 2003   | 2004   | 2005   | 2006   |
| ------------- | ------ | ------ | ------ | ------ | ------ | ------ |
| Omsætning     | 13 698 | 14 610 | 13 658 | 14 436 | 15 969 | 16 909 |
| EBITDA        | 2 862  | 3 101  | 2 820  | 3 028  | 2 920  | 3 610  |
| Nettoresultat | 750    | 446    | 728    | 868    | 1 096  | 1 372  |
| Nettogæld     | 9 332  | 8 544  | 6 734  | 7 017  | 7 221  | 9 845  |
| Ansatte       | 82 892 | 77 547 | 75 733 | 77 075 | 80 146 | 82 734 |